# فنیتیلین
فِـنِـتیلین یا کاپتاگُن یا قرص جهادی یا آمفتامینُ اِتیل تِئوفیلین یک ماده مخدر محرک ترکیبی از آمفتامین و تئوفیلین است و به‌عنوانِ پیش‌دارو برای هر دو گونهٔ مخدرِ آمفتامین و تئوفیلین رفتار می‌کند. این محرک (دارو) با نام‌های بیوکاپتُن و فیتُن نیز در بازار وجود دارد.
کاپتاگن در دسته محرک‌های سایکواکتیو قرار دارد و در دهه ۶۰ میلادی کشف و برای ۲۵ سال به منظور درمان برخی از بیماری‌های روان به کار می‌رفته است.

## تأثیرات
این ماده علاوه بر ایجاد بی‌خوابی مصنوعی، مصرف‌کننده را فعال و شاد نیز نگه می‌دارد. به دلیل اعتیادآوری، از اواخر دهه ۸۰ میلادی، تولید و مصرف آن ممنوع شد. کارشناسان دارویی می‌گویند که مصرف‌کننده فِنیتیلین در عین بی‌خوابی و بی‌اشتهایی، به نوعی ناامیدی می‌رسد و شروع به بیهوده‌گویی می‌کند، اما با این حال بسیار پر انرژی و شاد است.

## استفاده‌ها
کاپتاگُن یکی از داروهایی است که جنگجویان در نواحی جنگ‌زده به‌طور گسترده از آن استفاده می‌کنند. این دارو باعث هوشیاری می‌شود و جنگجوها می‌گویند به کاهش ترس در میدان نبرد کمک زیادی می‌کند.

### قاچاق
در سال ۲۰۱۵ مقدار ۲ تُن از این ماده و به شکل قرص به همراه مقادیری کوکایین، در بیروت از یک شاهزاده سعودی که قصد قاچاق آن را با هواپیمای شخصی‌اش به ریاض داشت، توقیف و ضبط شده است. ۶۵۰ هزار عدد از این قرص‌های خطرناک که در محموله‌های آهن‌آلات صنعتی جاسازی شده بود، توسط پلیس فرانسه کشف و توقیف شد. این قرص‌های محرکِ اعتیادآور قرار بوده و از طریق جمهوری چک و ترکیه به عربستان سعودی برده می‌شوند.

### داعش و کاپتاگن
کاپتاگن به‌دستِ داعش و در جنگ داخلی سوریه نقشِ بزرگی بازی کرده است. در ماه اوت سال ۲۰۱۷ فاش شد که ستیزه‌جویان داعش از ماده مخدری با نام کاپتاگُن که به «شجاعت شیمیایی» معروف است برای حفظ روحیه جنگ‌طلبی خود استفاده می‌کنند.
تهیه این دارو در کشوری مثل آمریکا به سختی امکان‌پذیر است، اما در ترکیه، اردن، سوریه و لبنان قابل دسترس است. بر اساس گزارشی از جامعه دارویی سعودی، مصرف این ماده مخدر در بین تروریست‌های گروه دولت اسلامی (داعش) در سوریه متداول است. پس از آزمایش‌هایی که بر روی اجسادِ بمب‌گذاران انتحاری صورت گرفته، قبل از اقدام به خودکشی، شدیداً تحت تأثیرِ مصرف این داروی روان‌گردان بوده‌اند. مصرف این ماده که در «سلمان عابدی» تروریست حمله «منچستر آرنا» هم دیده شده است.